# Evan Bush
Evan Bush (Concord Township, 6 marzo 1986) è un calciatore statunitense, portiere del Columbus Crew.

## Carriera
Ha debuttato con il Crystal Palace Baltimore, e nel 2011 si trasferisce al Montreal Impact, giocando il primo anno nel campionato NASL.
Nel 2012 la squadra canadese viene ammessa al MLS, Bush esordisce così nella massima serie americana. 
Tra il 2013 ed il 2015 colleziona 13 presenze nella CONCACAF Champions League, manifestazione continentale in cui gli Impact raggiungono la finale nell'edizione 2014-2015 e dove Bush si fa notare con le sue parate.
Il 28 agosto 2019, nel primo tempo della partita contro i Vancouver Whitecaps, para per due volte di seguito un calcio di rigore; Al primo rigore tirato da Yordy Reyna, Bush para ma il pallone viene ribattuto in rete da Tosaint Ricketts ma a seguito del richiamo del VAR, l’arbitro assegna la ripetizione del calcio di rigore per invasione in area dello stesso Ricketts prima del rigore. Al secondo tentativo Reyna battezza lo stesso angolo e Bush nuovamente para il rigore.
Complessivamente accumula 229 presenze e conquista tre trofei durante i dieci anni agli Impact, fino alla sua cessione datata 28 settembre 2020, giorno in cui il portiere americano si trasferisce al Vancouver Whitecaps. L'8 ottobre successivo esordisce con i "Whitecaps" partendo da titolare contro il S.J. Earthquakes, incassando tre reti (0-3).

## Statistiche
Statistiche aggiornate al 14 aprile 2024.
| Stagione               | Squadra                | Campionato             | Campionato | Campionato | Coppe nazionali | Coppe nazionali | Coppe nazionali | Coppe continentali | Coppe continentali | Coppe continentali | Altre coppe | Altre coppe | Altre coppe | Totale | Totale |
| Stagione               | Squadra                | Comp                   | Pres       | Reti       | Comp            | Pres            | Reti            | Comp               | Pres               | Reti               | Comp        | Pres        | Reti        | Pres   | Reti   |
| ---------------------- | ---------------------- | ---------------------- | ---------- | ---------- | --------------- | --------------- | --------------- | ------------------ | ------------------ | ------------------ | ----------- | ----------- | ----------- | ------ | ------ |
| 2011                   | Montréal Impact        | NASL                   | 19         | -14        |                 | -               | -               |                    | -                  | -                  |             | -           | -           | 19     | -14    |
| 2012                   | Montréal Impact        | MLS                    | 1          | -3         | CC              | -               | -               |                    | -                  | -                  |             | -           | -           | 1      | -3     |
| 2013                   | Montréal Impact        | MLS                    | 1          | -1         | CC              | 4               | -4              | CCL                | 4                  | -4                 |             | -           | -           | 9      | -9     |
| 2014                   | Montréal Impact        | MLS                    | 13         | -23        | CC              | 4               | -5              | CCL                | 9                  | -11                |             | -           | -           | 26     | -39    |
| 2015                   | Montréal Impact        | MLS                    | 31+3       | -43        | CC              | -               | -               |                    | -                  | -                  |             | -           | -           | 34     | -43    |
| 2016                   | Montréal Impact        | MLS                    | 33+5       | -60        | CC              | -               | -               |                    | -                  | -                  |             | -           | -           | 38     | -60    |
| 2017                   | Montréal Impact        | MLS                    | 31         | -50        | CC              | -               | -               |                    | -                  | -                  |             | -           | -           | 31     | -50    |
| 2018                   | Montréal Impact        | MLS                    | 34         | -53        | CC              | 0               | 0               |                    | -                  | -                  |             | -           | -           | 34     | -53    |
| 2019                   | Montréal Impact        | MLS                    | 32         | -59        | CC              | -               | -               |                    | -                  | -                  |             | -           | -           | 32     | -59    |
| mar.-sett. 2020        | Montréal Impact        | MLS                    | 0          | 0          | CC              | -               | -               | CCL                | 0                  | 0                  |             | -           | -           | -      | -      |
| Totale Montréal Impact | Totale Montréal Impact | Totale Montréal Impact | 203        | -306       |                 | 8               | -9              |                    | 13                 | -15                |             | -           | -           | 229    | -330   |
| sett.-dic. 2020        | Vancouver Whitecaps    | MLS                    | 8          | -10        |                 | -               | -               |                    | -                  | -                  |             | -           | -           | 8      | -10    |
| 2021                   | Columbus Crew          | MLS                    | 4          | -6         |                 | -               | -               | CCL                | 0                  | 0                  | CC          | 1           | 0           | 5      | -6     |
| 2022                   | Columbus Crew          | MLS                    | 0          | 0          | USOC            | 1               | -2              |                    | -                  | -                  |             | -           | -           | 1      | -2     |
| 2023                   | Columbus Crew          | MLS                    | 0          | 0          | USOC            | 3               | -2              |                    | -                  | -                  | LC          | 2           | -4          | 5      | -6     |
| 2024                   | Columbus Crew          | MLS                    | 2          | -2         | USOC            | -               | -               | CCC                | 0                  | 0                  | LC          | -           | -           | 2      | -2     |
| Totale Columbus Crew   | Totale Columbus Crew   | Totale Columbus Crew   | 6          | -8         |                 | 4               | -4              |                    | -                  | -                  |             | 3           | -4          | 13     | -16    |
| Totale carriera        | Totale carriera        | Totale carriera        | 217        | -324       |                 | 12              | -12             |                    | 13                 | -15                | -           | 3           | -4          | 250    | -356   |

## Palmarès

### Club

#### Competizioni nazionali
- Canadian Championship: 3

Montreal Impact: 2013, 2014, 2019
- Campionato MLS: 1

Columbus Crew: 2023

#### Competizioni internazionali
- Campeones Cup: 1

Columbus Crew: 2021